# Антип Петро Іванович

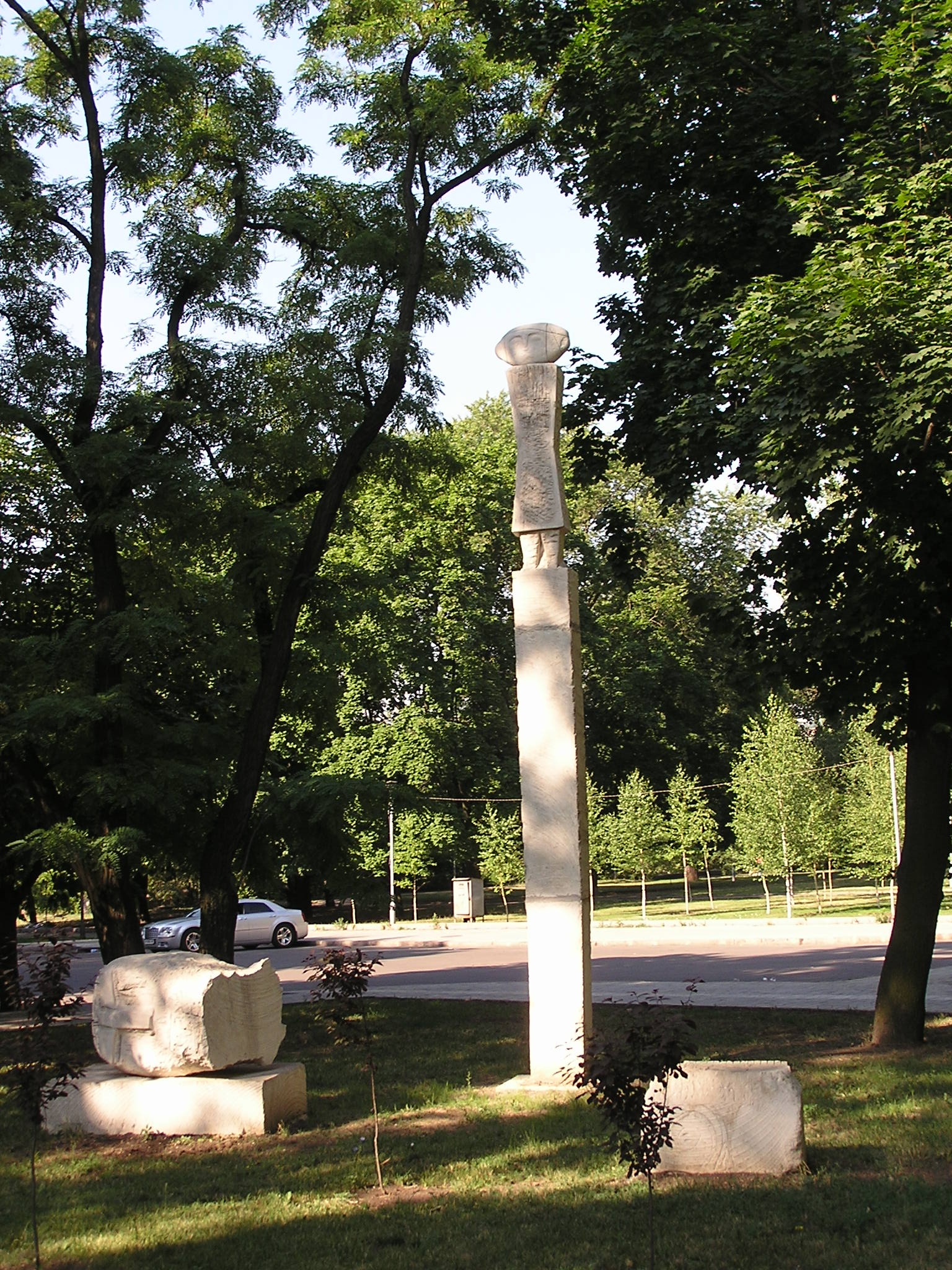
«Давид і Голіаф» (парк Український степ, Донецьк, 2006)

Петро Іванович Антип (нар. 4 квітня 1959, Горлівка, Донецька область) — український скульптор, маляр, графік, письменник, заслужений художник України (2009). Член Національної спілки художників України (1989). Представник 
 Нової хвилі.

## Життєпис
Народився  4 квітня
1959 р. у м. Горлівці Донецької області, Україна. Протягом 1980-1984 рр.
навчався в Пензенському художньому училищі ім. академіка К. А. Савицького на
відділенні скульптури. Паралельно вивчав живопис і графіку. Закінчив училище з
дипломною роботою «Плотогони» (керівник – Сєвєрін А. В.). З 1982 по 1986 р.
продовжував навчання в художніх майстернях В. Цоя та О. Бема. 
З 1986 р. працював скульптором у Донецькому художньому комбінаті. В 1989 р. його
прийнято до членів Спілки художників СРСР. Того ж року Петро Антип разом із мистцем
Сергієм Новіковим  організував художню
творчу групу «Схід» у м. Горлівці, до складу якої також увійшли Костянтин
Чудовський та Вадим Лейфер. П. Антип – один із засновників галереї «Схід-Арт» у
своєму рідному місті (1989 р.) та «Артгалереї 13» у м. Донецьку (2007 р.). Ініціатор
і співорганізатор трьох міжнародних симпозіумів зі скульптури в камені: в
Горлівці (1989 р.), Донецьку (2006 р.) та Святогірську (2007 р.)
У 1990 р. мистець став стипендіатом Спілки художників
СРСР. З 1992 р. – член Національної спілки художників України. З 2009 р. –
заслужений художник України.
Автор проєкту «Фонтан Життя» в Запоріжжі (2005 р.); фонтана
«Грошеве дерево» в Донецьку (2009 р.); пам’ятника Петрові Горлову (1999 р.); співавтор
пам’ятників Т. Шевченку в Горлівці і Добропіллі; академіку М. Амосову на
Байковому кладовищі в Києві (разом із О. Дяченком, 2003 р.); Федору Єнакієву  (2010 р.) та поету Степанові Руданському в м.
Калинівці Вінницької області (2014 р.)
Твори  Петра Антипа
знаходяться в музеях, галереях та приватних колекціях  України, Росії, Франції, Німеччини, Італії  й Швеції. 
Полотна майстра були закуплені Спілкою художників СРСР та Міністерством культури
України.
Про творчість мистця знято п’ять документальних фільмів. Його
ім’я ввійшло до наступних видань:  каталог
«Погляд. Єдність 100 українських мистців світу – 100-річчю українських поселень
в Канаді» (1995 р.); альбом «Мистецтво України ХХ століття» (2000 р.); Енциклопедія
сучасної України (2001 р.); Історія українського мистецтва», т. 5 (2007 р.); Каталог
виставки "DE PROFUNDIS" (З глибин...) Віхи Української пластики (2009
р.) тощо.
Спеціалізується в трьох видах мистецтва – скульптурі,
малярстві, графіці, письменництві.
З  початком повномасштабної Російсько-української війни  художник висловлює свою громадянську позицію  серією антивоєнних  та проукраїнських робіт,  з якими бере участь у виставках в Україні та за кордоном. Створює  найбільшу картину світу «Космогонія» загальною площею 2000 квадратних метрів. Він почав працювати над гігантським полотном в листопаді 2022 року в Музеї сучасного українського мистецтва Корсаків.  Перформанс створення у публічному просторі  тривав понад 3000 годин 18 місяців поспіль. У липні артпроєкт було презентовано у США – в Українському домі у Вашингтоні, а до цього – у німецькому місті Патерборн..

## Головні скульптурні твори
- 1989 р. – Човен. Пісковик. 240х240х130 см;
- 1999 р. - Пам’ятник Петрові Горлову – засновнику міста Горлівки Донецької області;
- 2001 р. – Поцілунок Іуди. Штучний камінь. 154х80х52 см;
- 2003 р. – Пам’ятник Миколі Амосову в м. Києві (автори: П. Антип, О. Дяченко);
- 2003 р. – Пам’ятник каменю. Штучний камінь. 218х56х35 см;
- 2005 р. – Сліпці. Штучний камінь. 110х80х70 см;
- 2005 р. – Кам’яна писанка. Штучний камінь. 160х200х130 см;
- 2005 р. – Фонтан життя в м. Запоріжжі (автор проєкту);
- 2006 р. – Пам’ятник Тарасові Шевченку в м. Горлівка Донецької області (автори: П.Антип, Д Ільюхін);
- 2008 р.  – Ти і Я. Гіпс. 220х84х31 см;
- 2009 р. – Фонтан «Грошеве дерево» в мкр. Озерне під Донецьком;
- 2010 р. – Пам’ятник Ф. Єнакієву в м. Єнакієве (автори: Антип, Д Ільюхін);
- 2011 р. – Голова велетня. Штучний камінь. 90х130х60 см;
- 2014 р. - Пам`ятник поетові Степану Руданському в м. Калинівці Вінницької області (автори: П. Антип, Д. Ільюхін, М. Бірючинський).

## Головні живописні твори
- 2001 р. - У Хомутовському степу. Полотно, олія. 140х100 см;
- 2002 р. – Паралельність світів. Полотно, олія. 133х213 см;
- 2002 р. – Клеопатра. Полотно, олія. 180х240 см;
- 2003 р. – Знак безкінечності. Полотно, олія. 240х165 см;
- 2003 р. – Космогонія. Полотно, олія. 210х104 см;
- 2005 р. – Конеголовий скіпетр. Полотно, олія. 120х160 см;
- 2007 р. – Художники в степу. Полотно, олія. 260х400 см;
- 2007 р. – Степ. Полотно, олія. 230х350 см.
- 2008 р. – Між минулим і прийдешнім. Полотно, м. техніка. 195х435 см;
- 2008 р. – Ранок у степу. Полотно, м. техніка. 155х200 см;
- 2010 р.– На самоті. Полотно, м. техніка. 90х120 см;
- 2014 р.– Поєднання протилежностей. Полотно, м. техніка. 200х180 см.

## Публікації
- 1990 р. Всесоюзний журнал «Мистецтво»
- 1991 р. «Бієналє «Львів – 91»
- 1995 р. «Образотворче мистецтво України»
- 1995 р. Каталог «Погляд. Єдність 100 українських митців світу – 100-річчю українських поселень в Канаді»
- 1995 р. Каталог «Парад-галерея – 95»
- 1995 р. Каталог «Виставки художників Донецька», м. Київ
- 1995-1996 рр. «Київський художній ярмарок"
- 1996 р. «Мистецька палітра Донеччини», м. Київ
- 1999 р. «Галерея», м. Київ
- 1999 р. Каталог Спілки художників України «Всеукраїнська триєналє скульптури», м. Київ
- 1999 р. Всеукраїнська щоденна газета «День», № 93, середа, 26 травня
- 2000 р. Міжнародна виставка «Осінній салон», «Високий замок», м. Львів
- 2000 р. Альбом «Мистецтво України ХХ століття»
- 2000-2001 рр. Журнал «Мистецтво», м. Київ
- 2001 р. Енциклопедія сучасної України
- 2001 р. I Internationales Kunstfestival  Magdeburg (8-16 September)
- 2001 р. «Художники України», 2 випуск
- 2002 р. Німецький журнал «Spiegel»
- 2005 р. Каталог «Всеукраїнська триєнале скульптури», м. Київ
- 2006 р. Журнал «CITY LIFE», м. Луцьк
- 2006 р. Передаукціонний каталог «Соціально-культурний проєкт «Артміст».БО «Касталія-Фонд», галерея «Касталія», м. Київ
- 2006 р. Каталог «Перший міжнародний симпозіум зі скульптури в камені «Український Степ - 2006»
- 2007 р. Журнал Національного художнього музею України «Музейний провулок», м. Київ
- 2007 р. Газета «Київські відомості»
- 2007 р. Журнал «Вдалий вибір», № 55, червень, м. Донецьк
- 2007 р. Каталог «Мистецтво проти салону. Скульптура малих форм», м. Донецьк
- 2007 р. Каталог «ART-Київ – 2007»
- 2007 р. Журнал «FINE ART», м. Київ
- 2007 р. «Історія українського мистецтва», т. 5
- 2008 р. Журнал «Контракти»
- 2008 р. Каталог «ART-Київ – 2008. Великий скульптурний салон»
- 2008 р. Журнал «ART-Ukraine» (вересень-жовтень, № 5 (6)
- 2008 р. Журнал «Образотворче мистецтво», № 3
- 2008 р. Журнал «Образотворче мистецтво», № 4
- 2008 р. Журнал «ART-Ukraine» (листопад-грудень)
- 2008 р. Журнал «Українське мистецтво», № 4
- 2008 р. Газета «События и люди», № 36, 17 - 24 ноября
- 2008 р. Газета «Україна молода», № 048, 13.03.08
- 2009 р. Журнал «Образотворче мистецтво», № 2 (70)
- 2009 р. Журнал «ART-Ukraine» (вересень - жовтень, № 5 (12)
- 2009 р. Каталог "DE PROFUNDIS" (З глибин...) Віхи Української пластики.«Мистецький Арсенал», м. Київ
- 2009 р. Каталог виставки «Донецький вітер. 20 років потому»
- 2009 р. П’ятниця. Салон Дона і Баса, № 97 (1574), м. Донецьк
- 2010 р. Каталог «Великий скульптурний салон – 2010», м. Київ
- 2010 р. Журнал Національного художнього музею України «Музейний провулок», № 1(15), м. Київ
- 2011 р. Каталог «Великий скульптурний салон – 2011», м. Київ
- 2011 р. Журнал «ART-Ukraine» (березень - квітень, № 2 (21)
- 2011 р. Газета «Панорама», № 4 (19/4), 27 января – 2 февраля
- 2011 р. Газета «Жизнь», №10 (3948), 21.01.2011
- 2011 р. Газета «Донецкие новости», № 4 (1020), 27 января – 2 февраля
- 2011 р. Буклет «Петро Антип. Живопис. Скульптура», галерея «Триптих АРТ»
- 2011 р. Сайт kyivpost.com. «Петро Антип: Суто український художник з Донбасу»
- 2011 р. Каталог виставки «ART- Степ», м. Слов’янськ
- 2011 р. Україна КОЗАЦЬКА, № 19-20 (161-162) жовтень-листопад
- 2014 р. Журнал "Діловий вісник", № 7 (242)
- 2014 р. Газета "День", № 229 - 230, 5 - 6 грудня

## Персональні та групові виставки

#### 2021
- Персональний виставковий проєкт «Сучасна Архаїка» /скульптура, малярство, графіка, архітектурні проєкти/, Національний центр «Український дім», Київ

- Персональний виставковий проєкт «Шляхами степової Одіссеї» /скульптура, малярство, графіка/, Музей сучасного українського мистецтва Корсаків, Луцьк

- Персональна виставка, Міжнародний аеропорт «Бориспіль», Київ

- Груповий проєкт «Тонка червона лінія». Бахмут; Інститут проблем сучасного мистецтва, Київ

#### 2020
- Персональна виставка, Вінницький обласний художній музей

- Групова виставка у віртуальному музеї «Україна: мистецтво нової доби / Ukraine: New Era Art» (Україна – Катар)

#### 2019
- Виставка скульптури та малюнка (спільно з М. Бірючинським), галерея «Майстерня», Київ

- Виставка «Латир-камінь» (спільно з М. Бірючинським), галерея«АВС-арт», Київ

- Групова виставка «Сучасний український символізм і Михайло Врубель» у межах музейного проєкту «Діалог через століття», Національний музей «Київська картинна галерея», Київ

- Групова виставка «Сучасний український символізм», Музей сучасного українського мистецтва Корсаків, Луцьк

- Всеукраїнська трієнале живопису, ЦБХ, Київ

- Виставка «Гра в архетипи» (спільно з М. Бірючинським), галерея «Ornament Art Space», Київ

#### 2018
- Групова виставка «Малий зимовий скульптурний…», галерея «Триптих Арт», Київ

- Виставка «3D. Public Art. Скульптура просто неба», Національний заповідник «Софія Київська», Київ

- Персональна виставка «Богиня степу», Національний музей у Львові імені Андрея Шептицького

- Артпроєкт «Більше ніж скульптура», «Art-Ukraine Gallery», Київ

- Виставка «Відкритий формат», галерея «АВС-арт», Київ

#### 2017
- Персональна виставка «Амазонка – богиня степу», Національний музей Тараса Шевченка, Київ

- Виставка «Ерос і натхнення», галерея «Арткафедра», Луцьк

- Виставка «Культурний код України у художньому просторі пейзажу», Національний музей Тараса Шевченка, Київ

- Міжмузейний проєкт «Чумацький шлях», Національний центр народної культури «Музей Івана Гончара», Київ

- Виставка художників Донбасу «Залишаємося з Україною в серці!», ЦБХ, Київ

- Виставка «Боротьба за незалежність очима митців», Музей сучасного мистецтва «Пласт-Арт», Чернігів

- Виставка «Форпост», галерея «Арткафедра», Луцьк

#### 2016
- Групова виставка скульптури, Національний музей у Львові імені Андрея Шептицького

- Всеукраїнська трієнале живопису, ЦБХ, Київ

- Виставка «Скульптура просто неба», Національний заповідник «Софія Київська», Київ

- Міжнародна виставка пейзажу «Меморіал Куїнджі», Маріуполь

#### 2015
- Проєкт «На овиді часу». Х Art-Kyiv Contemporary, Національний культурно-мистецький та музейний комплекс «Мистецький арсенал», Київ

- Великий скульптурний салон,  Національний культурно-мистецький та музейний комплекс «Мистецький арсенал», Київ

- Виставка «Модерністи України», галерея «Арткафедра», Луцьк

- Національний форум «Донкульт – мистецькі надра», Львів

#### 2014
- Персональна виставка «Камінь наріжний», галерея «АВС-арт», Київ

- Проєкт «Інший Донбас». ІХ Art-Kyiv Contemporary, Національний культурно-мистецький та музейний комплекс «Мистецький арсенал», Київ

- Всеукраїнська трієнале скульптури, ЦБХ, Київ

#### 2011
- Персональна виставка, Донецький обласний художній музей

- Великий скульптурний салон,  Національний культурно-мистецький та музейний комплекс «Мистецький арсенал», Київ

#### 2010
- Великий скульптурний салон,  Національний культурно-мистецький та музейний комплекс «Мистецький арсенал», Київ

#### 2009
- «De Profundis (З глибин…). Віхи української пластики», Національний культурно-мистецький та музейний комплекс «Мистецький арсенал», Київ

- Персональна виставка, Горлівський художній музей

#### 2007
- Великий скульптурний салон, Український дім, Київ

#### 2000
- Персональна виставка «Магдебург – моє друге місце народження», Медичний університет, Магдебург, Німеччина

- Персональна виставка, галерея «Gala», Магдебург, Німеччина

#### 1995
- Персональна виставка, галерея «Nelse», Париж, Франція